# Björktjärnen (Ljusdals socken, Hälsingland)
Björktjärnen är en sjö i Ljusdals kommun i Hälsingland och ingår i Ljusnans huvudavrinningsområde. Sjön har en area på 0,0932 kvadratkilometer och ligger 240 meter över havet.

## Delavrinningsområde
Björktjärnen ingår i det delavrinningsområde (686870-151242) som SMHI kallar för Mynnar i Sillerboåns vattendragsyta. Medelhöjden är 278 meter över havet och ytan är 18,7 kvadratkilometer. Det finns inga avrinningsområden uppströms utan avrinningsområdet är högsta punkten. Vattendraget som avvattnar avrinningsområdet har biflödesordning 3, vilket innebär att vattnet flödar genom totalt 3 vattendrag innan det når havet efter 134 kilometer. Avrinningsområdet består mestadels av skog (71 procent) och jordbruk (14 procent). Avrinningsområdet har 0,09 kvadratkilometer vattenytor vilket ger det en sjöprocent på 0,5 procent.